# 夏至祭

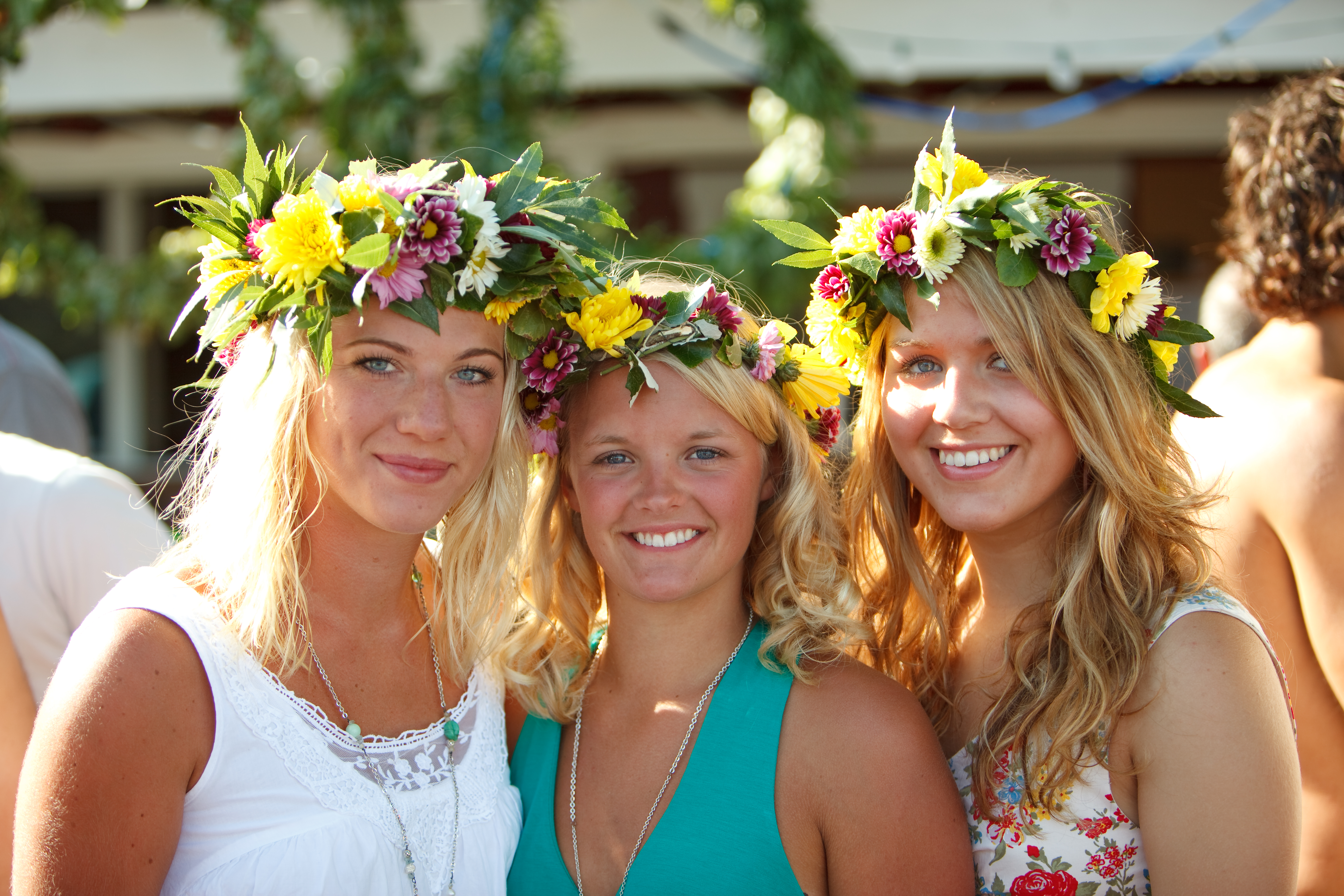
花冠をかぶった女性

夏至祭（げしさい、げしまつり）は、夏至またはその近くに行われるお祭りで、ヨーロッパのキリスト教国で夏至近くの聖ヨハネの日に関連した祭りがよく知られているが、世界的にはこれに関連した祭り、これとは別の祭りがいろいろと行われている。

## ヨーロッパ

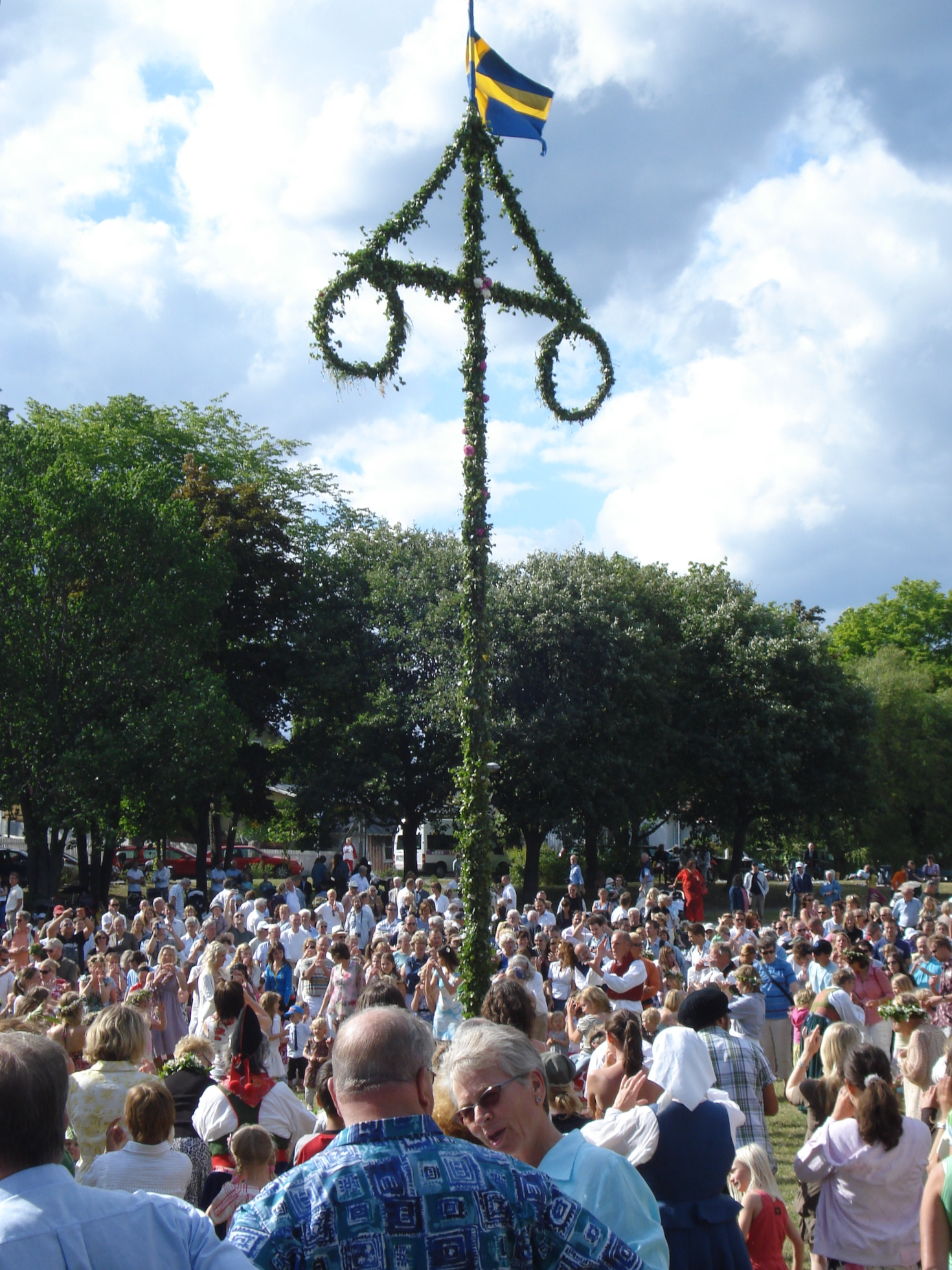
スウェーデンのポール

町や村の広場に横たえられた柱に、樹木の葉や花の飾りがつけられ、若者たちが中心になって柱を立てる。この祭は、ドイツやイギリスで行われる五月祭の柱（メイポール）と類似しているが、北欧では5月初旬には花が乏しいため、夏至の時期に祭を行うようになった。人々はその周りを一晩中踊り明かし、たき火をたいて、その上を飛び越える。これには恋占いや、縁起かつぎの意味が込められている。
祭りは、洗礼者ヨハネの祝日に行われる。ヨハネはイエス・キリストより半年早く生まれたという言伝えから、クリスマスが12月25日と決められた後に、ヨハネの祝日が設置された。現在の夏至祭は、キリスト教の聖人の日と北欧伝統の季節の祝祭が一緒になった社会的文化的現象である。
また、この日の前夜に摘む薬草には、特に効果があると信じられている。特に、セント・ジョンズ・ワート（セイヨウオトギリ）を、イブの夜に枕の下にしいて寝ると、夢に現れる聖人のご加護があるとも、また、未婚の女性の場合、未来の夫が夢枕に立つともいわれる。全体的な特徴としては、以下の点が挙げられる。
- 夏至（6月21日）または聖ヨハネの日（6月24日）のあたりに行われる[4]
- 薬草や朝露の神聖視[4][5]
- 花や葉で冠を作る（1年間の健康が約束される）
- 男女の縁結び　（1本のバラの花びらで真実の愛か否かを見分ける ”ミドサマーのばら” 、饗宴が終わるまでに葉が萎れなければ愛が永続するといわれる ”聖ジョン（聖ヨハネ）のおとぎり草” などがある。）[6]
- 占い　（卵占いとデスティニイ・ケーキ…卵、ケーキの形や様子が未来を示し、それを読み取ったり予告して楽しむ。）[7]
- たき火をたく　（戸外では丸太を燃やしてボンファイヤー(bonfire) にする。雨天などで屋内で行う場合は、広間の床に２４本のろうそくを円く並べ、かがり火の代わりにする。ろうそくは客人たちが周囲を行進したり踊ったりできるように、充分なスペースをとって円く並べられる。）[8]
- 祭りの後川に冠を流し、それで将来を占う[4]

### スウェーデン

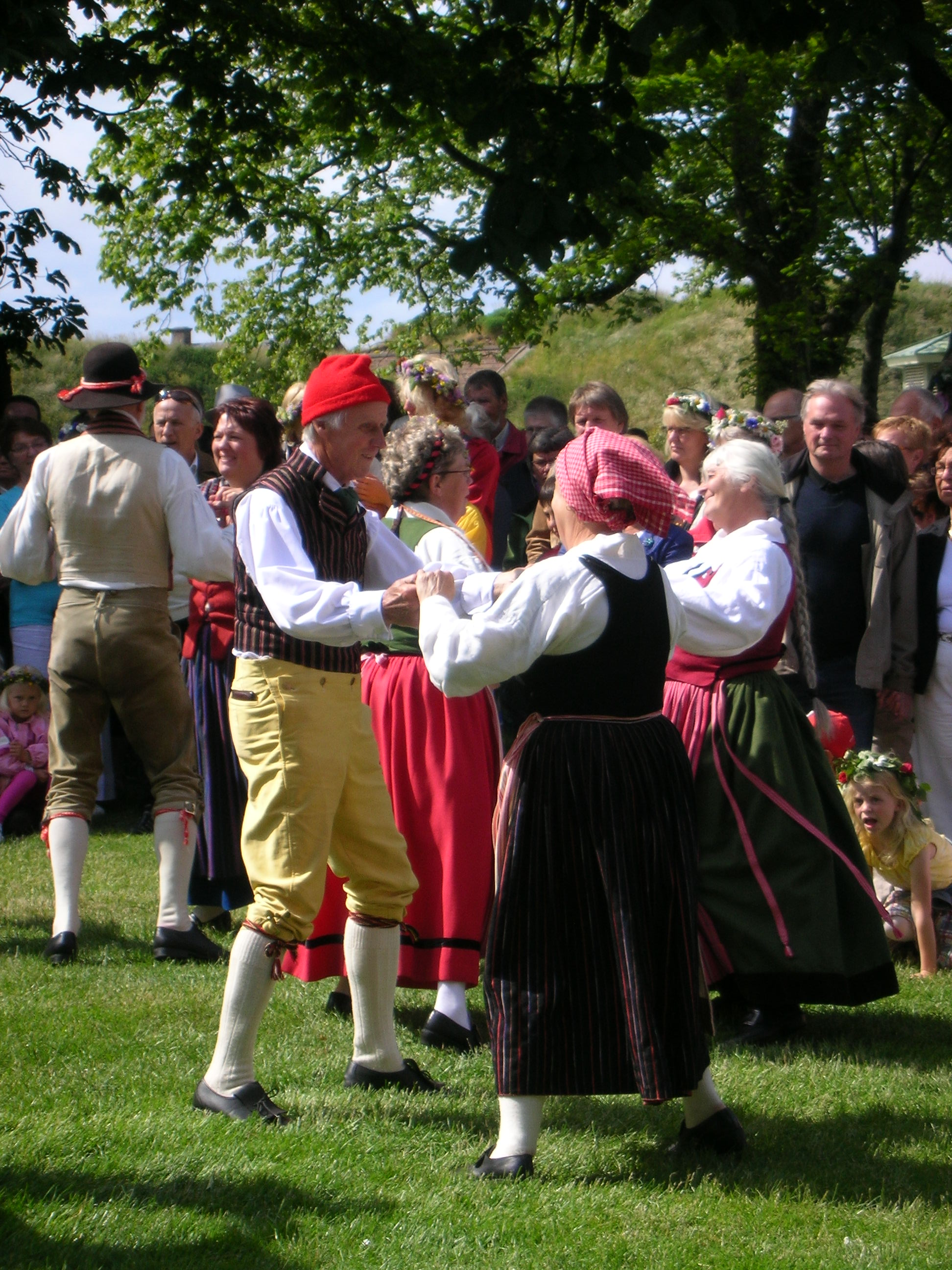
民族衣装の人々

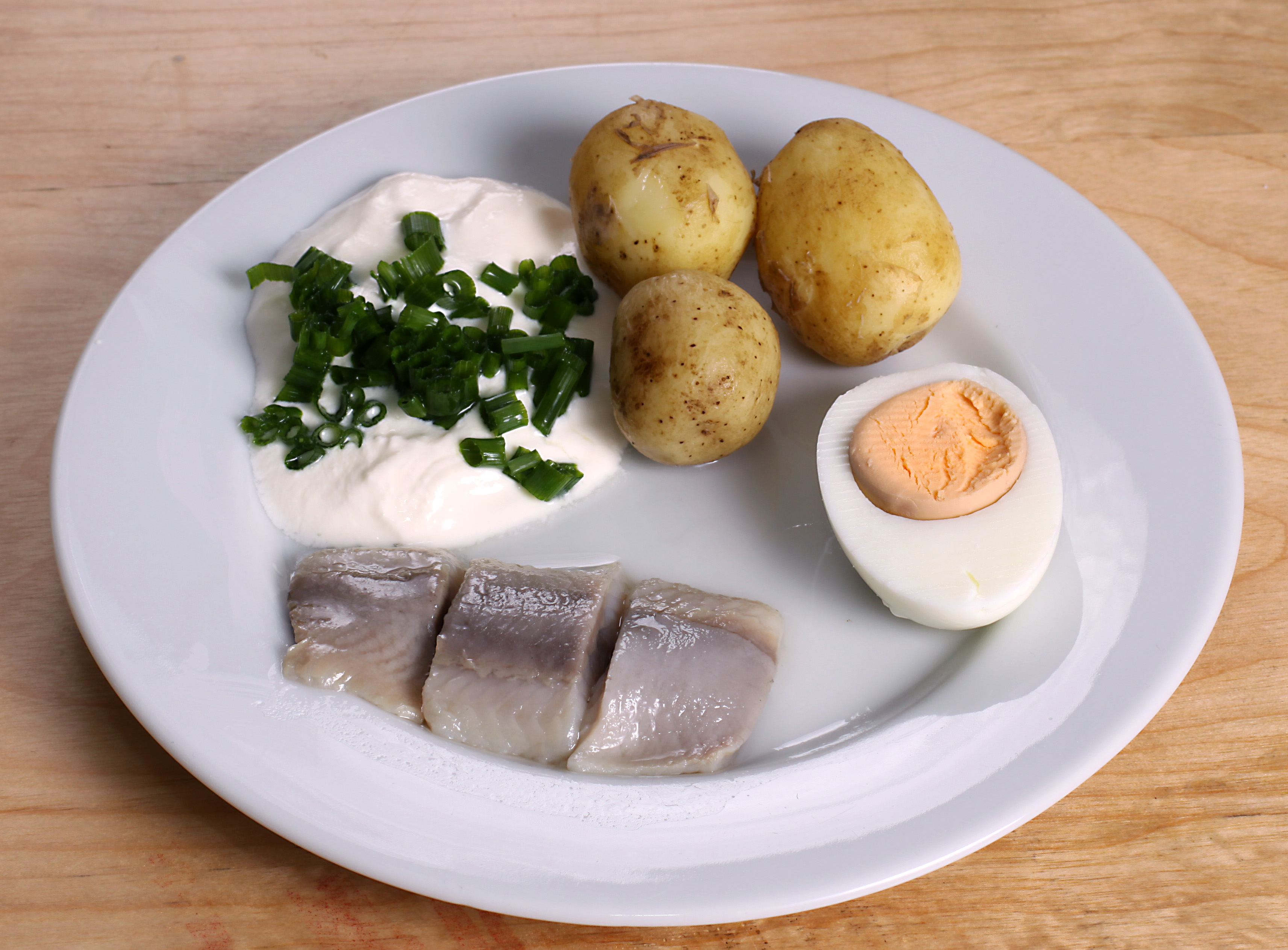
酢漬けニシンとジャガイモ

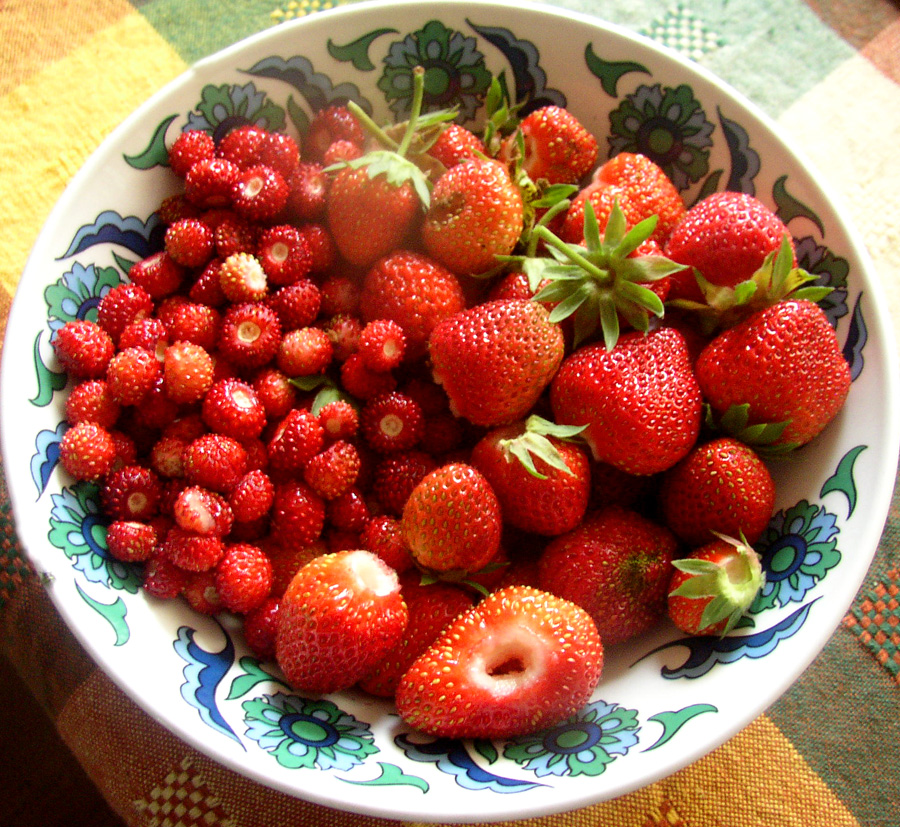
イチゴとベリー

スウェーデン、ダーラナ地方のレクサンドのものは有名である。夜の時刻になってはいるが、まだ太陽が高い中を、2艘の船が湖を横切ってやってくる。1艘には楽団が乗り、もう1艘には、民族衣装姿の人々が、ポールに飾るための、つる草のハートや輪の飾りを持って乗り込んでいる。
スウェーデンやフィンランドでは移動祝祭日であり、週末をはさんで行われる。毎年6月19日から26日の間の、夏至に最も近い土曜日Midsommardagen（ミッドソンマルダーゲン）とその前日Midsommarafton（ミッドソンマルアフトン）と合わせて2日間が祝日になる。町の広場で、夏至柱を立て、人々が手をつないで回りながら歌ったり、踊ったりする。民族衣装姿の人、花の冠をかぶる女性も多い。夏至はスウェーデンで最も大事な日で、この時期に合わせて夏休みを取る人もいる。緑が美しく、花が咲き乱れる中、家族で夏の別荘に向かう。花輪を作るための花を摘むため、近くの森に行き、また祭りの中心となるポールを据え付ける。
歌うのが好きなスウェーデン人は、夏至祭りにも歌う。そしてポールの回りで輪になって、大人も子供も踊る。踊るのに疲れると、食事の時間である。夏至祭りの宴には、ニシンの酢漬け（玉ねぎ、にんにく、トマト、マスタードソースなどと共に漬け込んである）、ジャガイモをゆでたものやサーモンやスペアリブを食べ、食後には、この夏初めてとれたイチゴが登場する。もちろんスモーガスボードも出される。日がほんの少しだけ地平線に傾くと、みんなはまた踊り出す。当日の夜、結婚を願う女性が7種類の草花を枕の下において寝ると、恋がかなえられるという言い伝えもある。

### フィンランド

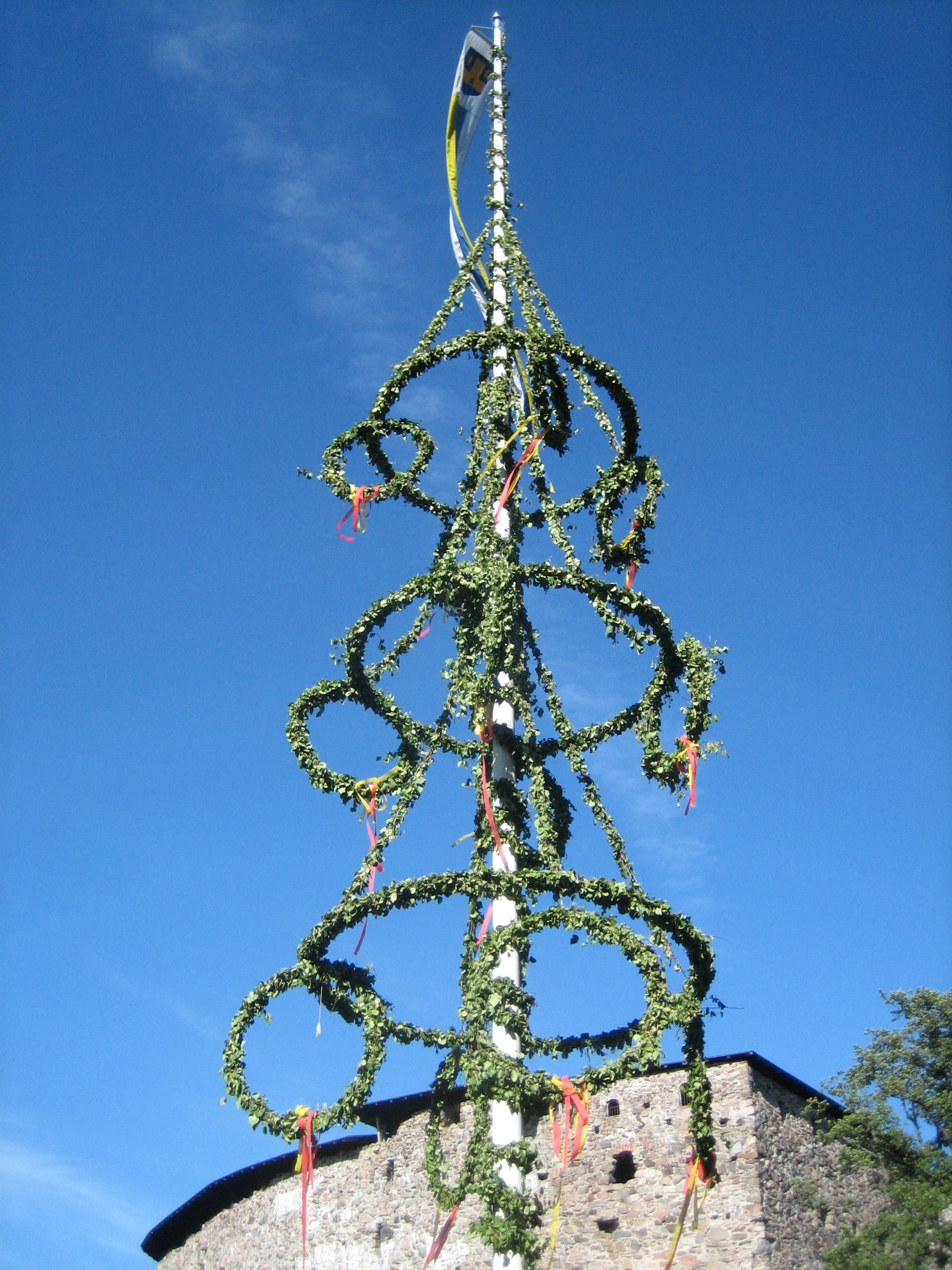
フィンランドの夏至祭のポール

フィンランドではこの日をユハンヌス（juhannus）と呼ぶ。スウェーデン同様に飾り立てたポールを立てる地域もある。また、湖のそばでたき火を燃やす。この火（ボーンファイアー）はフィンランドではコッコ（kokko）と呼ばれる。フィンランドではまず東部で夏至祭りが始まり、後に全土に行きわたった。乳製品やソーセージやジャガイモが供され、白樺の葉と草花で町中が飾られる。そして一晩中野外での踊りが続く。その一方で、湖の近くで行われるため、酔っ払った人々が溺れる事故が多い。

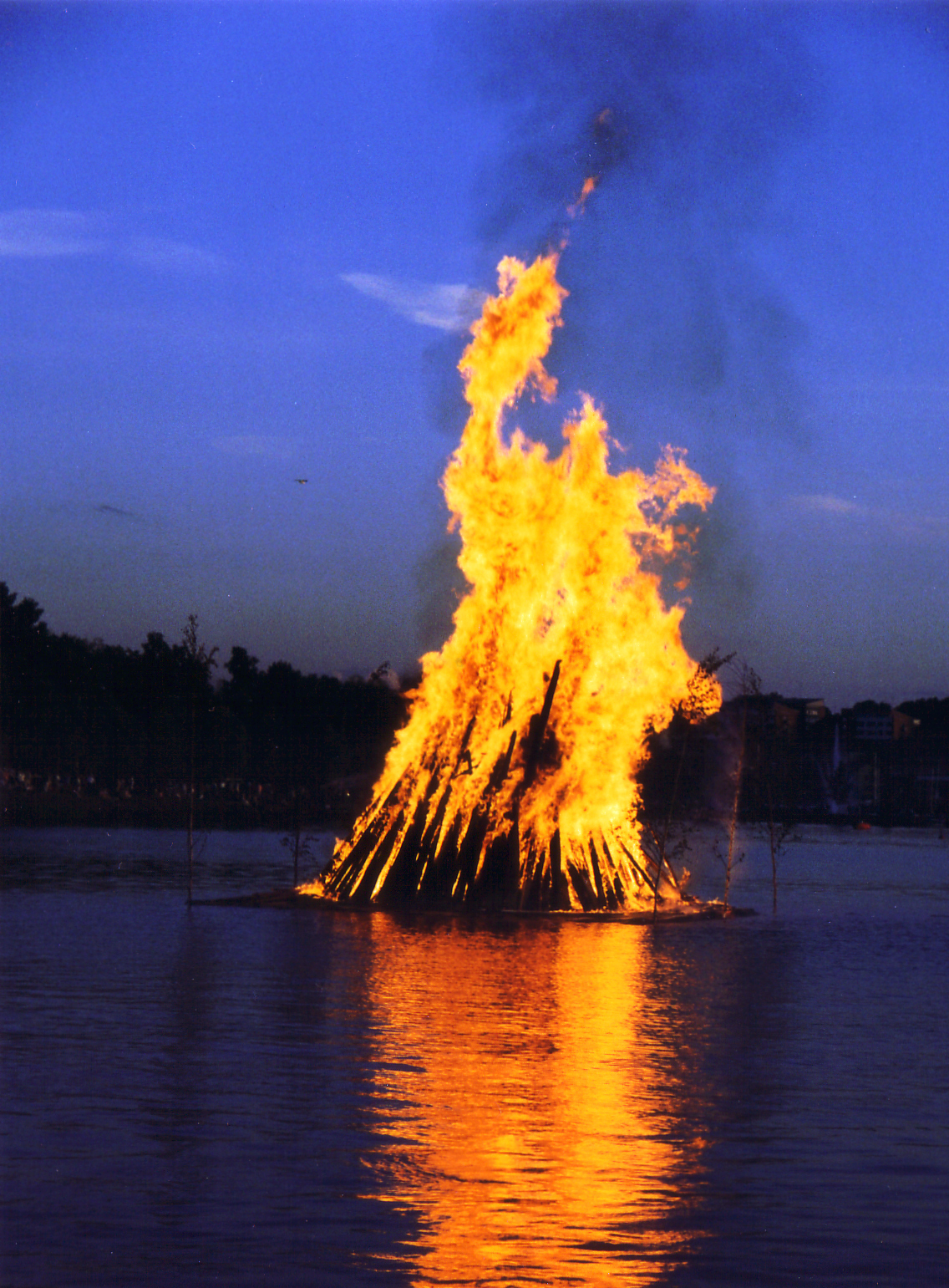
コッコ（フィンランドのたき火）

夏至祭（ユハンヌス）は真夏のお祭りでフィンランドではキリスト教が広まる前に既に行われていた。1954年まではユハンヌスの日はそれが何曜日であろうと必ず6月24日と決められていた。その後、ユハンヌスの日は6月20日〜26日のあいだの土曜日に変更された。夏至祭りの飾りつけは、白樺のほかにポプラも使われ、玄関や門には幹が、そして窓には葉の茂った枝が飾られる。室内にはスズラン、ナナカマドやウワミズザクラ、ライラックといった花が花瓶に挿して置かれる。これは今でも、祭りの間中は田舎や別荘でよく見られる。地域によっては、若い男性が、白樺の枝であずまやを作る習慣がある。乳がよく出るようにと、牛にも木の葉やスズランで飾りつけがされる。白樺の小枝は、束ねて、サウナの時に体を叩く道具にも使う。
夏至の夜は、昔から神秘的かつ超自然的なものと結びついている。夏至を過ぎると、再び日が短くなり、夜が長くなっていくためで、悪霊がそのあたりを歩き回るとも信じられたり、また、財産や結婚を占う行事が行われたりした。
- ハーブや薬草を、露が下りる前の、活力のある時間帯に摘む。また、夏至の露には病気を治す力があると考えられていた。
- 牛小屋の天井からナナカマドの枝を吊り下げると、牛が悪いものから守られる。
- 夏至の夜、家の屋根の上で3回場所を変えて座る、または古いリンゴの木の下に座ると、未来が見える。
- 夏至の夜、鬼火に目を凝らすと財宝がたまる。鬼火が、財宝のありかを教えてくれるのである。

若い女性や男性の行事には、結婚や、未来の伴侶を占うものが多い。フィンランドでも、女性が7種類または9種類の花を摘んだり、枕の下に置いたりすることで、将来の夫との出会いが約束される。ほかに下記のようなものもある。
- 夏至の夜交差点に立つと、未来の夫と巡り合う。
- 夏至の夜、井戸で鍵が触れ合う音を聞けば、その家の女主人となり、赤ちゃんの泣き声を聞くと、子供が生まれる。
- 井戸または泉を裸でのぞくと、水面に未来の夫の顔が映る。
- 花輪を作って小川に行き、花輪を流して、そのまま流れて行けば結婚する。もし途中で止まれば、それは死を意味する。

### ラトビア

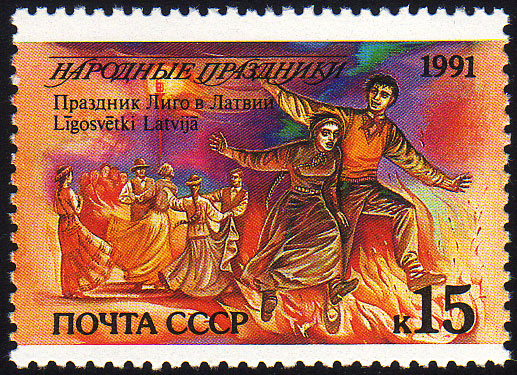
夏至祭を題材にしたラトビア（旧ソ連時代）の切手

ラトビアの夏至祭は、古くはバルト神話の太陽神サウレの祭であったが、北欧の他の地域の夏至祭と同様にキリスト教が布教された影響で現在では聖ヨハネ祭となっている。ラトビアでは、リーゴ（ラトビア語:Līgo）またはヤーニスの日と呼ばれ、6月23日（首都リガでは22日）に夏至祭りが行われる。ヤーニスとはこの祭りの象徴的存在の男性で、何名ものヤーニスが、人々に花を持ってきてくれる。女性はヤーニスに冠を作り、自らは花の冠をつける。ヤーニスの冠や飾りにはカシワの葉が使われる。
また、この日の真夜中に咲くといわれる、シダの赤い花を摘んだ若いカップルは、幸せな結婚生活を送れるという。ショウブもまたつきものであり、ショウブの茎で来客を叩いたり、日本の菖蒲湯のように、浴槽に浮かべたりする。枕に入れたりもする。たき火がたかれて、火の勢いが弱まると、昨年のリーゴの飾りを入れ、炎がおさまったところで、たき火越えが始まる。

### ロシア、ウクライナ、ベラルーシ

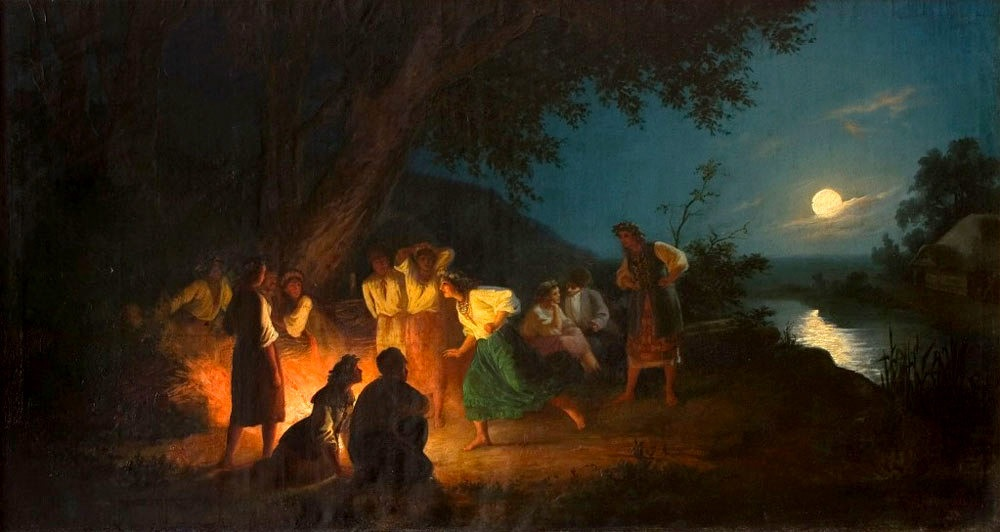
セミラーツキィ画『イワン・クパーラの前夜』 1880年

ロシアやウクライナ、ベラルーシでは、「前駆授洗イオアン(洗礼者聖ヨハネ)誕生祭」の民衆呼称であるイワン・クパーラ（露: Иван Купала) (Ivan Kupala）が各地の農村で行われるが、これもキリスト教受容以前からのスラブ民族の夏至祭りの内容を濃厚に引き継いでおり、やはりたき火を飛び越えたり、薬草を摘んだりし、また、かぶっていた冠を川に流す。ウクライナでは、男女を問わず冠を流し、それが寄り添って流れたら、2人は結ばれるといわれる。
現代になって、ロシアのサンクトペテルブルクでは「赤い帆」という若者中心の白夜祭が行われるようになった。

### リトアニア
リトアニアでは、23日の夜中から24日の朝にかけて夏至を祝う。古くはバルト神話の太陽神サウレの祭でありラーソース（リトアニア語:Rasos）と呼ばれていたが、キリスト教が入って来てからは、聖ヨハネの日にちなんでヨニネス（Joninės）と呼ばれるようになり、現在はどちらの名前でも呼ばれる。
未婚の女性は、夏至の日は早朝に起きて、朝露で顔を洗い、再び眠りにつく。こうすると、将来の夫に夢で会えると信じられている。また、朝露には治癒力があるとされる。女性達は薬草摘みもする。この夏至の時期、草木には強い生命力があると考えられている。祭りの会場には、クーポル（Kupol、てっぺんに枝が3本ある木）が植わっていて、結婚を願う女性達は、この木に背を向けて立ってから、花輪を投げて婚期を占う。他にも花輪は頭に被ったり、ドアや門に飾られたりする。夜中になると、花輪にろうそくをつけて流す。男女の花輪が一緒に流れると、2人はその年に結婚するといわれる。
リトアニアでもたき火は夏至につきものだ。この火は福を呼ぶとされ、新婚夫婦は火を家に持ち帰る。また、飛び越えることで、農作業に必要な力が備わるともいわれ、恋人同士が手をつないでたき火を飛び越えると、その2人は結婚できるといわれる。この火の後の炭や灰を畑にまくと、土地が肥沃になり、作物にいい影響をもたらすとされている。夏至の夜中には、シダが花を咲かせるという言い伝えもあり、人々がそれを求めて森の中を探す。伝説によると、シダやその胞子を発見した人や持っている人は意のままに、簡単に姿を消したり望み通りに再び姿を現したりできるといわれており、それが人々に探し求める気持ちを起こさせる。

### ノルウェーとデンマーク

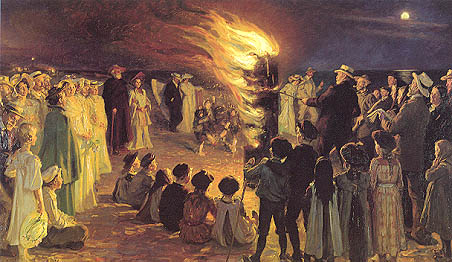
ノルウェーの夏至祭のたき火（1906年）

ノルウェーの夏至はヨンソク（Jonsok）といい、6月23日の夜に全国民が夏至祭りを祝う。日が1年で最も長く、ノルウェーでは夜になっても昼間のように明るい。ノルウェー最北の北極圏に位置する地方では、真夜中の太陽がみられ、この地域の人々は、暗い闇を切り裂く太陽を見るために一晩中起きている。キリスト教伝来以前の習慣である太陽への崇敬が、たき火とともに捧げられる。たき火は暗闇を引き裂くシンボルであり、トロールやハルダースのような妖精は祭りの主役である。楽隊による行列が行われることもある。また、たき火の回りでは皆ホットドッグやプルソ（ソーセージ）を食べる。ヴォスでは、子供たちが模擬結婚式を挙げて豊穣を願った後、やはりたき火がたかれ、踊りが始まる。

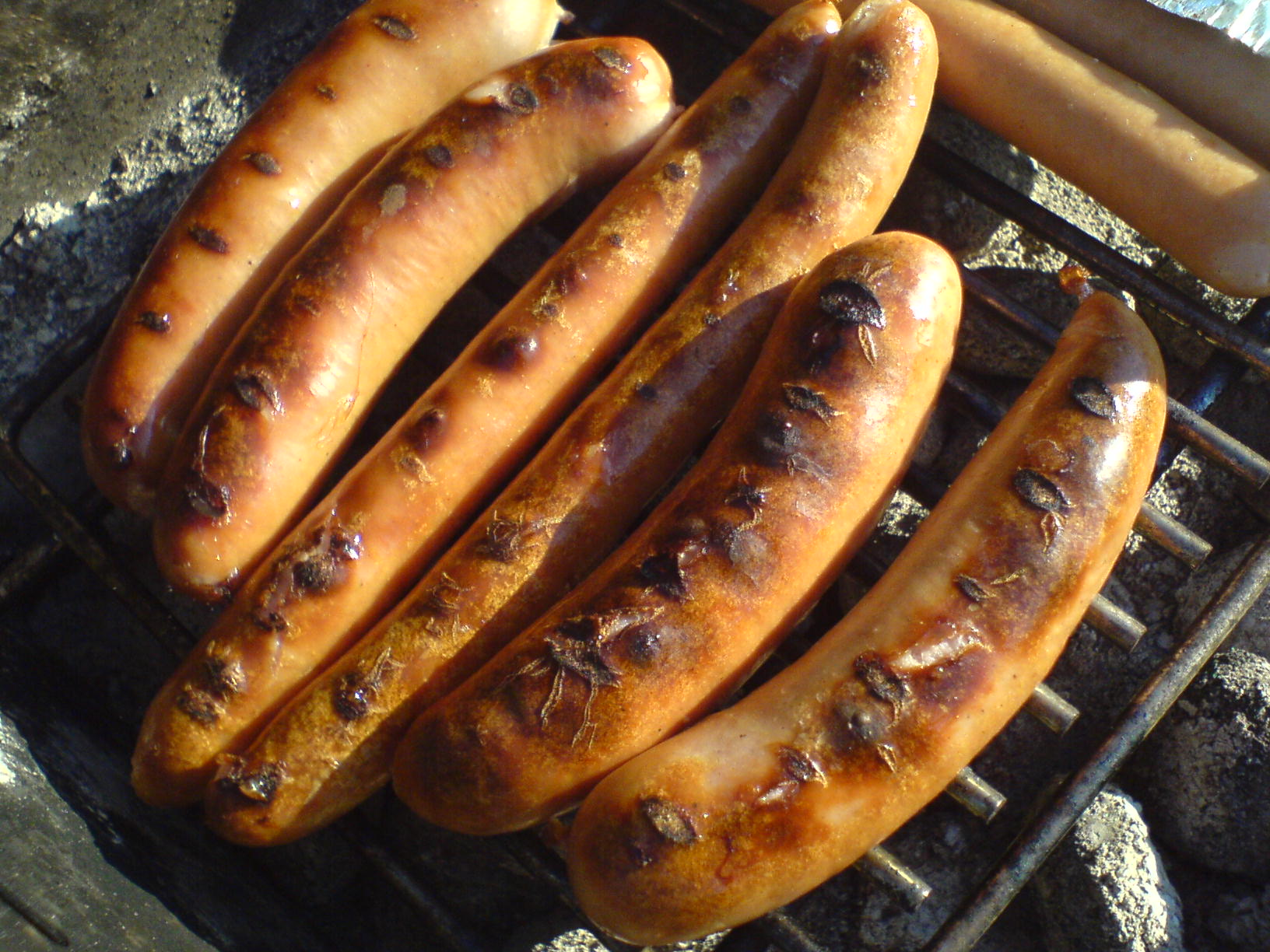
プルソ

デンマークの夏至祭りでもたき火は不可欠である。この国のたき火は、魔女の人形を燃やす。魔女の衣装にはかんしゃく玉が隠してあって、爆発と共に、魔女は黒い森のブロクスビェルク山（悪魔の住みか）へ帰って行く。

### オーストリア

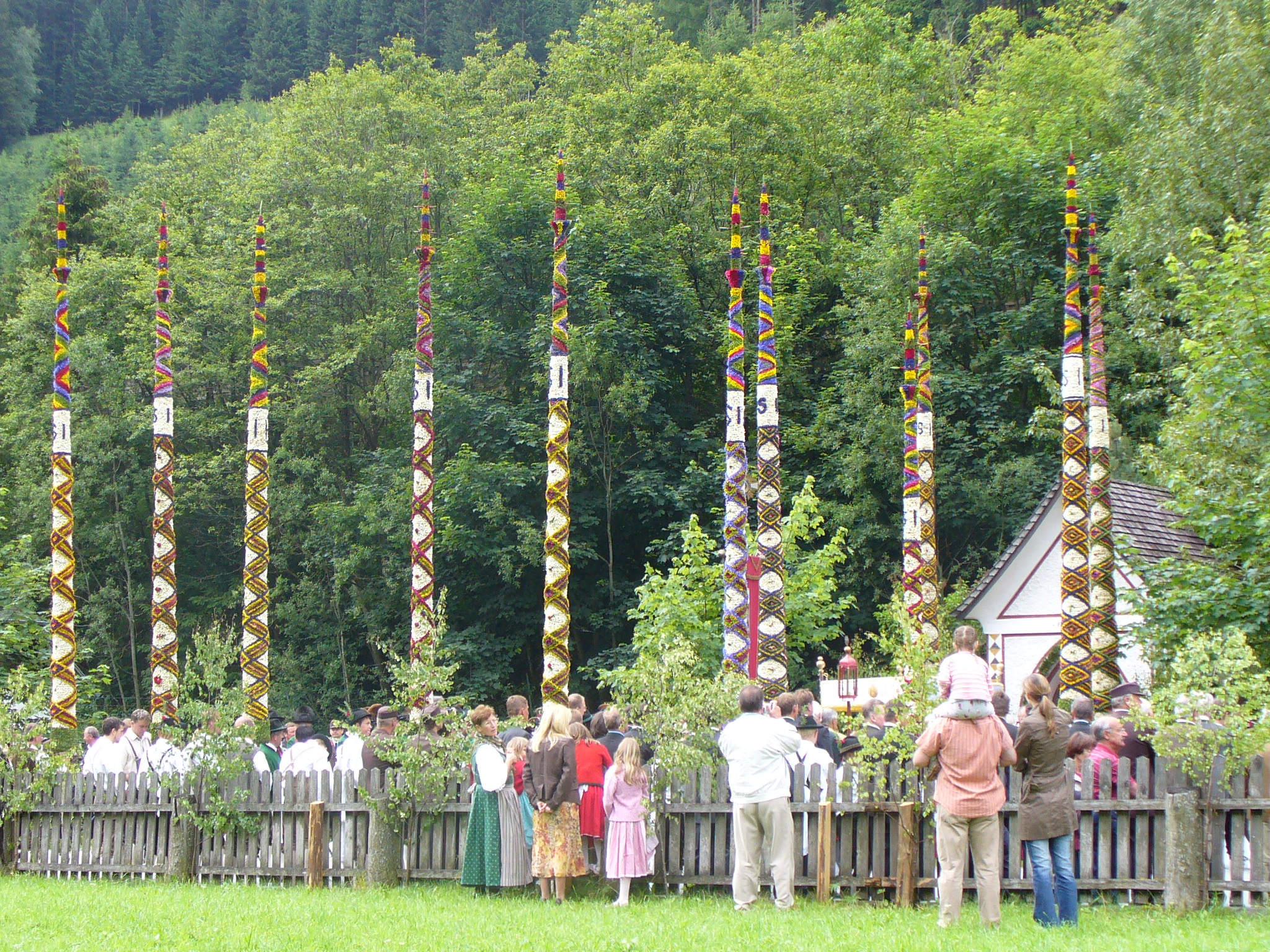
プラングスタンゲンの花のポール

オーストリアの一部では、ポールに花を飾って夏至祭りを祝う。柱の上部に、イエス・キリストをたたえるHISの花文字がつけられ、若者たちによってかつがれ、村中を練り歩く。また、丸太から作った円盤を棒に差して、たき火の火をつけてから、太陽の動きに合わせて投げる。これは「太陽の円盤投げ」と呼ばれる。地域によっては、旧約聖書に登場する、剛力のサムソンの扮装をした人物が、厄払いの為に街を練り歩く。

## 南北アメリカ

### カナダ

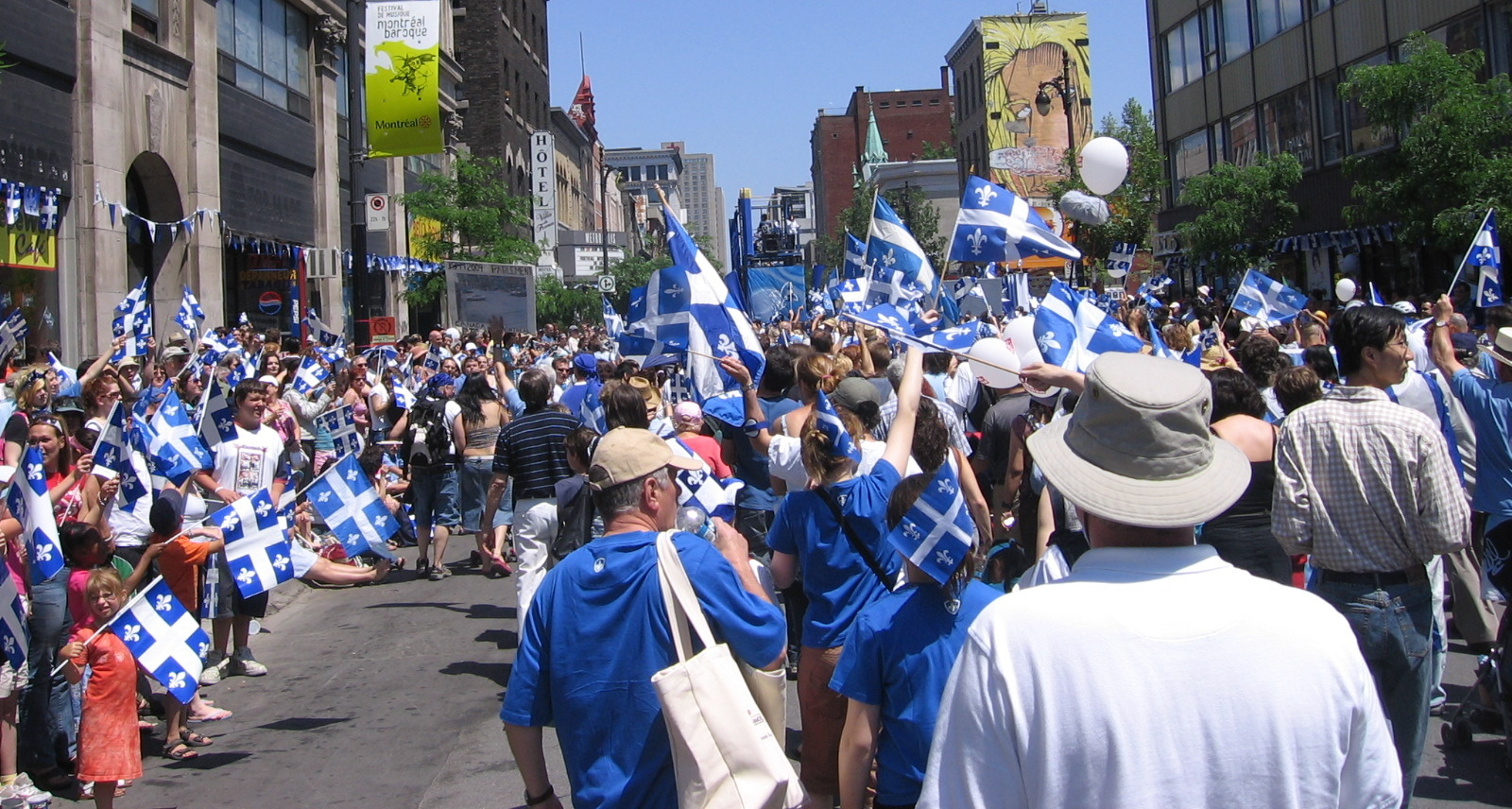
カナダ・モントリオールの「ケベックの日」のパレード

カナダのニューファンドランド・ラブラドール州では、6月24日に近い月曜日に「聖ヨハネの日」が祝われて、これはジョン・キャボットが1492年にニューファウンドランドを発見した記念日でもある。ケベック州では6月24日のお祭りがフランス人によってヌヴェル・フランスへもたらされて、その後1977年になって正式に「ケベックの日」が制定されて、大きな火が焚かれる習慣である。

### 米国
米国アラスカ州では、いろいろな都市で夏至祭が開かれる。フェアバンクスではMidnight Sun Festivalが、アンカレッジではSummer Solstice Celebrationsが、ノームではMidnight Sun Festivalが開催される。
ニューヨーク市では、スウェーデン系アメリカ人を中心とするNYC Swedish Midsummerがバッテリー・パークなどで盛んに祝われてきた。これは夏至または聖ヨハネの日に行われている故国の夏至祭に関連したものである。こうした祭りはスウェーデン系が多く住むミネソタ州、イリノイ州、カンサス州などでも行われている。

### ブラジル
ブラジル、特にブラジル北部では、地元の伝統的収穫祭が聖ジョアン・アントニオ・ペドロの日々と結びついて、6月末南半球の冬至の時期に「フェスタ・ジュニーナ」が祝われる。

## アジア

### ロシアのアジア部

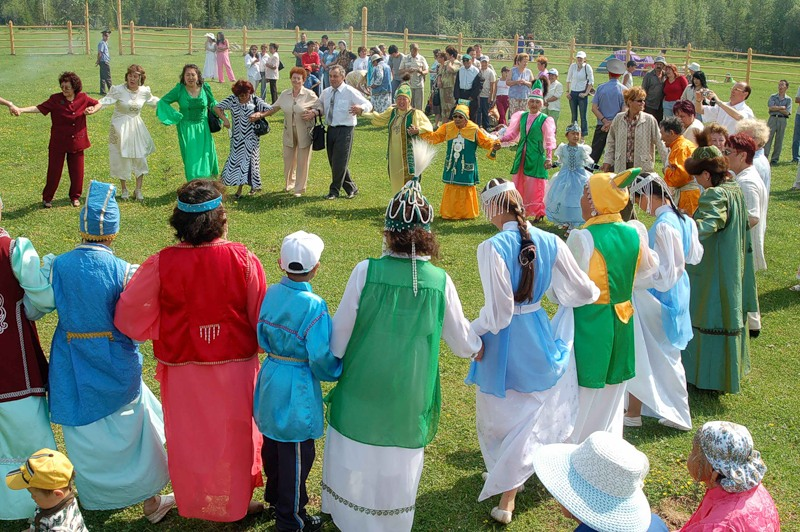
サハ共和国で、新年を祝う行事の踊り

ロシアは諸民族をかかえており、その中でアジアにあるサハ共和国のヤクート人には太陽を中心とするテングリ信仰が残っていて、夏至にウィヒャーフ（Yhyakh）という新年を祝う行事があり、参加者が大きな輪になって踊ったりする。これはロシア帝国、ロシア正教会、共産党から禁止されてきたが、最近は復興する傾向にある。

### 中国
中国黒龍江省北極村は中国最北の地で、毎年夏至に観光行事として「オーロラ祭り」が開催されるようになった。

### 日本
日本では「夏至」の字を直截冠される祭りは少ないが、神道儀式である年2回の大祓（夏越大祓 なごしのおおはらえ と 年越大祓 としこしのおおはらえ)は現行グレゴリオ暦の6月30日と12月31日に行われるため、北半球キリスト教圏の「夏至祭－冬至祭」(→「洗礼者聖ヨハネ誕生祭－クリスマス」）と、祭礼の趣旨と具体的内容こそ大いに異なるものの、時期だけは驚くほど近い。
日本では珍しく「夏至祭」と直截銘打った祭礼に、三重県伊勢市の二見浦にある「夫婦岩」付近で行われる、二見興玉神社の夏至祭がある。天照大神を祭った伊勢神宮への参拝者が身を清めた場所で、日の出に夫婦岩に向かって海に入り身を清めようという行事である。

#### 北海道当別町夏至祭
北海道札幌市近郊当別町にあるスウェーデンヒルズにおいて、夏至祭がおこなわれている。スウェーデンヒルズは北欧型住宅で統一された住宅地である。当別町は1987年10月にスウェーデン王国 ダーラナ県 レクサンド市との間で姉妹都市提携し、1990年3月にはスウェーデン国王が当別町スウェーデンヒルズを訪問している。姉妹都市提携の証として、当別町で夏至祭が開催されるようになった。2024年 ( 令和6年) の当別町第39回夏至祭は、6月23日（日）に当別町北欧の風 道の駅とうべつとスウェーデンヒルズ内スウェーデン交流センターとスウェーデン公園で開催される。

## 参考資料
- 武田龍夫『白夜に谺(こだま)する夏至祭の歓喜 : 北欧生活詩』中央公論社〈中公文庫た-14-3〉。ISBN 4-12-202625-3。
  - この本では、スウェーデン、デンマーク、ノルウェー、フィンランド、アイスランドの夏至祭が紹介されている。